# Breonia tayloriana
Breonia tayloriana är en måreväxtart som beskrevs av Razaf.. Breonia tayloriana ingår i släktet Breonia och familjen måreväxter. Inga underarter finns listade i Catalogue of Life.